# Braća Grimm (2005.)
Braća Grimm (eng. The Brothers Grimm) je film Terryja Gilliama iz 2005. godine. Po žanru spada u akcijsku fantastiku.

## Radnja
Radnja se ne temelji na stvarnim životima braće Grimm, već opisuje fiktivne doživljaje braće Jacoba i Wilhelma, koji zarađuju štiteći stanovnike svog sela od izmišljenih čarobnih stvorenja, sve dok ne upoznaju stvarnu, opaku magiju. 

## Glavne uloge
- Matt Damon kao Will Grimm
- Heath Ledger kao Jake Grimm
- Jonathan Pryce kao Delatombe
- Peter Stormare kao Mercurio Cavaldi
- Monica Bellucci kao Kraljica Zrcala
- Lena Headey kao Angelika

## Vanjske poveznice
- Službene stranice  Arhivirana inačica izvorne stranice od 22. travnja 2007. (Wayback Machine)
- Braća Grimm u internetskoj bazi filmova IMDb-a